# Лавендер, Йен
Артур Йен Лавендер (англ. Arthur Ian Lavender; 16 февраля 1946, Бирмингем, Англия — 2 февраля 2024) — английский актёр театра, кино и телевидения. Наиболее известен по роли рядового Пайка в комедийном сериале BBC «Папаша», действие которого происходит во время Второй мировой войны, в котором он был последним выжившим участником основного состава.

## Биография
Артур Йен Лавендер родился в семье Эдварда и Кэтлин (урождённой Джонсон) Лавендер в Бирмингеме, Англия, 16 февраля 1946 года. Учился в технической школе для мальчиков в Бурнвилле (позднее она стала гимназическо-технической мужской школой), в школьные годы участвовал во многих ученических драматических постановках. Затем он поступил в театральную школу «Олд Вик» в Бристоле при поддержке гранта от города Бирмингем. После окончания театральной школы в 1967 году выступал на сцене в Кентербери.
Первое появление Лавандера на телевизионном экране состоялось в главной роли в пьесе Rediffusion под названием Half Hour Story: Flowers at my Feet в 1968 году.
В 1968 году, в возрасте 22 лет, Лавандера утвердили на роль рядового Фрэнка Пайка, самого молодого и «глупого мальчика» взвода в ситкоме BBC Dad’s Army. Это сделало его имя нарицательным и дало ему большое преимущество работать вместе с рядом опытных актёров в годы его становления, что помогло ему отточить свое актёрское мастерство. Он появился во всём сериале и в спин-оффе, выпущенном в 1971 году. Лавендер появился в 1974 году в одном из эпизодов Man About the House (While The Cat’s Away) в роли Марка, начинающего актёра, упивающегося собственным тщеславием. Он повторил роль Пайка в ситкоме BBC Radio It Sticks Out Half Mile. Ситком был радиосиквелом Dad’s Army, но длился только один сезон.
Лавендер прочно связался с образом его героя в Dad’s Army и время от времени принимал участие в фан-конвенциях и встречах со зрителями. Он появлялся в различных шоу в 2008 году в связи с 40-летием сериала, на них приглашали здравствующих актёров, и в программе BBC1 Jonathan Ross Salutes Dad’s Army в августе.
Для «потерянного» цветного эпизода Dad’s Army под названием «Room at the Bottom», который был показан 13 декабря 2008 года, Лавендер записал специальное вступление. В 2014 году Лавендер появился на Эдинбургском фестивале Fringe в шоу со Стивеном Макниколлом под названием «Не говори ему, Пайк!», в котором Лавендер рассказал о своём участии в Dad’s Army и о том, как это повлияло на его карьеру.
Лавендер исполнил эпизодическую роль бригадного генерала Притчарда в фильме «Папашина армия» 2016 года.
В 2022 году, после смерти Фрэнка Уильямса, Лавендер стал последним выжившим членом основного состава.
После съёмак в Dad’s Army Лавендер вернулся в театр, исполнил роль в постановке Шекспира «Венецианский купец». В период с 1971 по 1973 год Лавендер вместе с коллегой по Dad’s Army Артуром Лоу принял участие в радиокомедии BBC Parsley Sidings. Йен участвовал в радиокомедийном сериале BBC, спин-оффе Dad’s Army под названием It Sticks Out Half Mile. Лавендер также появлялся в фильмах и телесериалах, в одном из которых (Mr. Big, 1977) он снялся вместе с Питером Джонсом и Прунеллой Скейлс. В 1970-х годах исполнил роли второго плана в ряде британских фильмов в жанре «низкого фарса», включая фильм Carry On — Carry On Behind (1975).
Лавендер возобновил сотрудничество с продюсером Дэвидом Крофтом в телесериале «Вернись, миссис Ноа» (1977—1978, написанного Крофтом в соавторстве с Джереми Ллойдом), хотя он и не имел успеха. Возрождение «The Glums» (1978—1979), сначала как часть варьете Брюса Форсайта, оказалось более удачным, будучи переработанным по сценариям Фрэнка Мьюира и Дениса Нордена для радиосериала 1950-х годов «Take It From Here».
В 1980-х годах Лавендер появился в нескольких других телевизионных комедиях, включая два эпизода «Yes Minister» и главную роль в недолго шедшем «The Hello Goodbye Man» (1984). Он также появился в телевизионном игровом шоу ITV «Cluedo» (1990), сделанном по настольной игре. В 1980-х годах Лавендер продолжал время от времени появляться в телевизионных комедийных ролях, исполнил эпизодическую роль продавца сигнализаций в ситкоме BBC Keeping Up Appearances. Он появился в «Спокойной ночи, милая» в двух разных (параллельных) версий в роли сына главного героя Майкла, путешествующего во времени. Он также озвучил детского анимационного персонажа BBC PC Pinkerton в 1988 году. В 1998 году он появился в роли Джо Портера в постановке Hollywood Pinafore в Barbican Centre в Лондоне.
В 2001 году Лавендер был задействован в мыльной опере BBC EastEnders, сыграв роль Дерека Харкинсона, друга-гея Полин Фаулер. Он продолжал сниматься в EastEnders в течение четырёх лет, в сюжетных линиях, в основном, о семье Фаулер, прежде чем покинуть сериал в 2005 году, но 4 ноября 2016 года было объявлено, что Лавендер ненадолго вернется обратно.
Затем Лавендер гастролировал с мюзиклом «Шоу ужасов Рокки Хоррора» в роли Рассказчика. Он также сыграл роль пациента в эпизоде "Casualty" на BBC от 5 мая 2007 года. В конце 2007 года он показывался в комедийной пьесе «Donkey’s Years». В мае 2008 года Лавендер появился в документальном сериале BBC «Comedy Map of Britain».
На Рождество 2008 года Лавендер появился в «Celebrity Mastermind». Когда ведущий Джон Хамфрис спросил его имя, то коллега Лавендера по шоу Рик Уэйкман крикнул: «Не говори ему, Пайк!» (это была отсылка к самой известной фразе капитана Мэйнваринга из «Папашиной армии»). В начале 2009 года Лавендер появился в качестве приглашённого персонажа в эпизоде ситкома CBBC «Легенда о Дике и Доме». Лавендер снялся в фильме «31 North 62 East» (вышел в прокат в сентябре 2009 года), независимом психологическом триллере с Джоном Рис-Дэвисом, Мариной Сиртис, Хезер Пис и Крейгом Фейрбрассом в главных ролях.
Лавендер сыграл роль монсеньора Говарда в театральной постановке «Сестра, действуй, мюзикл» в Вест-Энде. Мюзикл открылся в London Palladium 2 июня 2009 года и шел до октября 2010 года. В январе 2011 года Лавендер появился на фестивале немого юмора Slapstick в Бристоле. Лавендер представил «Шерлока-младшего», немой фильм 1924 года (снятый Бастером Китоном, который и сам снялся в нём).
В начале 2013 года Лавендер появился в роли Микадо в трёх концертных постановках оперы Гилберта и Салливана, которые состоялись в Королевском фестивальном зале в Лондоне, Симфоническом зале в Бирмингеме и Бриджуотер-холле в Манчестере. В августе 2013 года он дебютировал в Edinburgh Fringe в сценической версии «Побега из Шоушенка».
В ноябре 2014 года Лавендер исполнил эпизодическую роль в ремейке фильма «Папашина армия» режиссёра Оливера Паркера, выпущенном в феврале 2016 года. В феврале 2015 года он был удостоен одной из наград журнала «Oldie of the Year Awards», а именно «Stupid Oldie Boy of the Year».
9 мая 2015 года Лавендер выступил с чтением на VE Day 70: A Party to Remember в Horse Guards Parade в Лондоне, которое транслировалось в прямом эфире на BBC1.
В 2017 году Лавендер вместе с Рулой Ленской, Джонни Боллом, Джудит Чалмерс и Дианой Моран участвовал в реалити-шоу A Celebrity Taste Of Italy для Channel 5. Во время съемок он заразился сепсисом и провёл некоторое время в итальянской больнице, прежде чем вернуться в Великобританию для восстановления здоровья.
В 2019 году Лавендер появился вместе с Морин Битти, Джонатаном Харденом, Хелен Вайн и Розин Рэй в серии радио-монологов о психическом здоровье Talking Taboos, спродюсированной Vine.
Лавендер был женат на актрисе Сюзанне Керчисс. У них было двое сыновей, Сэм и Дэниел. Второй раз он сочетался браком с Мишель (Мики) Харди в 1993 году.
Лавендер излечился от рака мочевого пузыря, а также пережил сердечный приступ летом 2004 года.
Лавендер в жизнь болел за футбольный клуб «Астон Вилла», и когда начались съемки Dad’s Army и ему разрешили выбрать шарф Пайка из набора в гардеробе BBC, то он выбрал бордовый и синий шарфы (цвета Aston Villa), чтобы они напоминали ему о его родном городе Он был большим поклонником крикета.
22 июня 2015 года Лавендер увековечен звездой на Аллее звезд в Бирмингеме.
Йен Лавендер умер 2 февраля 2024 года в возрасте 77 лет. О его смерти было объявлено три дня спустя. Похороны прошли в церкви Святой Марии в Вулпите, графство Суффолк, 29 февраля.
.